# بيل بندي
بيل بندي (بالإنجليزية: Bill Bundy)‏ (1 يناير 1883 في المملكة المتحدة - 8 ديسمبر 1945 في المملكة المتحدة) هو لاعب كرة قدم بريطاني (وحمل سابقاً جنسية المملكة المتحدة لبريطانيا العظمى وأيرلندا) في مركز الهجوم. لعب مع نادي ساوثهامبتون وEastleigh Athletic F.C. ‏.